# Episodi di Supernatural (sesta stagione)
La sesta stagione della serie televisiva Supernatural, composta da 22 episodi, è stata trasmessa in prima visione negli Stati Uniti da The CW dal 24 settembre 2010 al 20 maggio 2011.
In Italia la stagione è stata trasmessa da Rai 2 dal 28 maggio al 4 settembre 2012.

Logo della sesta stagione

Gli antagonisti principali della stagione sono Eva, Raffaele, Crowley, Castiel e Sam senza la sua anima.
| nº | Titolo originale                  | Titolo italiano                 | Prima TV USA      | Prima TV Italia  |
| -- | --------------------------------- | ------------------------------- | ----------------- | ---------------- |
| 1  | Exile on Main Street              | Una vita normale                | 24 settembre 2010 | 28 maggio 2012   |
| 2  | Two and a Half Men                | Due uomini e mezzo              | 1º ottobre 2010   | 29 maggio 2012   |
| 3  | The Third Man                     | Il terzo uomo                   | 8 ottobre 2010    | 30 maggio 2012   |
| 4  | Weekend at Bobby's                | Weekend da Bobby                | 15 ottobre 2010   | 5 giugno 2012    |
| 5  | Live Free or Twi-Hard             | Tutti pazzi per Twilight        | 22 ottobre 2010   | 12 giugno 2012   |
| 6  | You Can't Handle the Truth        | Il gioco della verità           | 29 ottobre 2010   | 19 giugno 2012   |
| 7  | Family Matters                    | Questioni di famiglia           | 5 novembre 2010   | 26 giugno 2012   |
| 8  | All Dogs Go to Heaven             | Anche i cani vanno in Paradiso  | 12 novembre 2010  | 2 luglio 2012    |
| 9  | Clap Your Hands if You Believe... | Se ci credi, batti le mani!     | 19 novembre 2010  | 3 luglio 2012    |
| 10 | Caged Heat                        | Alla ricerca dell'anima perduta | 3 dicembre 2010   | 9 luglio 2012    |
| 11 | Appointment in Samarra            | Appuntamento a Samarra          | 10 dicembre 2010  | 10 luglio 2012   |
| 12 | Like a Virgin                     | La madre di tutte le cose       | 4 febbraio 2011   | 17 luglio 2012   |
| 13 | Unforgiven                        | Senza perdono                   | 11 febbraio 2011  | 24 luglio 2012   |
| 14 | Mannequin 3: The Reckoning        | Mannequin 3: La resa dei conti  | 18 febbraio 2011  | 25 luglio 2012   |
| 15 | The French Mistake                | Attori per forza                | 25 febbraio 2011  | 13 agosto 2012   |
| 16 | ...And Then There Were None       | ...E poi non rimase nessuno     | 4 marzo 2011      | 15 agosto 2012   |
| 17 | My Heart Will Go On               | Il mito del Titanic             | 15 aprile 2011    | 20 agosto 2012   |
| 18 | Frontierland                      | Terra di frontiera              | 22 aprile 2011    | 22 agosto 2012   |
| 19 | Mommy Dearest                     | Mammina cara                    | 29 aprile 2011    | 27 agosto 2012   |
| 20 | The Man Who Would Be King         | L'uomo che volle essere re      | 6 maggio 2011     | 29 agosto 2012   |
| 21 | Let It Bleed                      | Voltare pagina                  | 20 maggio 2011    | 3 settembre 2012 |
| 22 | The Man Who Knew Too Much         | L'uomo che sapeva troppo        | 20 maggio 2011    | 4 settembre 2012 |

## Una vita normale
- Titolo originale: Exile on Main Street
- Diretto da: Phil Sgriccia
- Scritto da: Sera Gamble

### Trama
È trascorso un anno. Dean Winchester ora vive con Lisa Braedon e suo figlio Ben, e ha smesso di cacciare dopo che suo fratello Sam si è buttato nella gabbia di Lucifero. Eventi misteriosi accadono nel quartiere di Dean e lui è costretto a tornare nel mondo del soprannaturale. Sam salva Dean e rivela che è stato misteriosamente restituito dall'Inferno nel periodo in cui Dean ha iniziato a vivere con Lisa. Sam poi presenta a Dean membri della loro famiglia di cui non sapeva nemmeno l'esistenza: i Campbell, i cugini della loro defunta madre, cacciatori guidati nientemeno che dal nonno Samuel, anch'egli misteriosamente riportato sulla Terra un anno prima. Dean lascia Lisa e Ben con Bobby in modo che lui e Sam possano uccidere il Djinn che tormenta le persone vicine a Dean. All'insaputa di Sam e Dean, Samuel cattura uno dei Djinn durante il combattimento, mentre Dean decide di vivere con Lisa e Ben.
- Supernatural legend: Djinn, resurrezione
- Guest star: Jim Beaver (Bobby Singer), Fredric Lehne (Azazel), Mitch Pileggi (nonno Samuel Campbell), Cindy Sampson (Lisa Braeden), Nicholas Elia (Ben Braeden), Jessica Heafey (Gwen Campbell), David Paetkau (Mark Campbell), Corin Nemec (Christian Campbell), Laura Mennell (Djinn donna), Russell B. Potter (Sid).
- Altri interpreti: Lisa Sanson (Brigitta), Brendon Zub (Djinn maschio).
- Musica: Beautiful Loser (Bob Seger)
- Note: il titolo originale dell'episodio si riferisce all'omonimo album dei Rolling Stones
- Ascolti USA: telespettatori 2 895 000 – share 3%[2]

## Due uomini e mezzo
- Titolo originale: Two and a Half Men
- Diretto da: John Showalter
- Scritto da: Adam Glass

### Trama
Michigan. Sam indaga su un caso di bambini scomparsi i cui genitori vengono misteriosamente assassinati. In una delle scene del crimine, scopre un bambino che è stato lasciato indietro e chiama Dean per chiedere aiuto. Riluttante a lasciare Lisa e Ben, Dean accetta finalmente di incontrare Sam e sorprende suo fratello per il suo istinto paterno. I fratelli portano il bambino, che si rivela essere un mutaforma, da Samuel, che decide di allevarlo come cacciatore, cosa che fa infuriare Dean. Tuttavia, prima che possano decidere il futuro del bambino, un mutaforma irrompe e rapisce il bambino. Il mutaforma era apparentemente il padre di tutti i mutaforma ed era molto più forte degli altri. Samuel parla segretamente con qualcuno al telefono promettendo che catturerà l'alfa. Dopo aver perso il bambino, Dean torna da Lisa e le dice che non è sicuro se rimanere per proteggere lei e Ben, o andare per assicurarsi che non succeda loro nulla. Lisa dice a Dean di andarsene e di tornare a casa ogni volta che può.
- Supernatural Legend: mutaforma
- Guest star: Corin Nemec (Christian Campbell), Mitch Pileggi (nonno Samuel Campbell), David Paetkau (Mark Campbell), Jessica Heafey (Gwen Campbell), Cindy Sampson (Lisa Braeden), Nicholas Elia (Ben Braeden)
- Musiche: Smoke on the water (Deep Purple)
- Ascolti USA: telespettatori 2 331 000 – share 3%[3]

## Il terzo uomo
- Titolo originale: The Third Man
- Diretto da: Robert Singer
- Scritto da: Ben Edlund

### Trama
Diversi agenti di polizia sono stati uccisi da quelle che sembrano essere le piaghe d'Egitto e Castiel conferma che il bastone di Mosè è stato usato per uccidere i poliziotti. Castiel, Sam e Dean scoprono che gli agenti sono stati coinvolti nell'uccisione di un giovane, il cui fratello Aaron ha il bastone, che ha ricevuto da un angelo in cambio della sua anima. Castiel deduce che l'angelo responsabile, Balthazar, ha diviso il bastone in pezzi per poter comprare più anime. Castiel affronta Balthazar nella sua residenza. Arriva anche Raffaele, e Balthazar lascia Castiel a occuparsi del pasticcio. Prima che Raffaele possa uccidere Castiel, Balthazar ritorna e usa quello che sembra essere un cristallo bianco per trasformare l'ospite di Raffaele in sale. Dean usa il fuoco sacro per intrappolare Balthazar e costringerlo a restituire l'anima di Aaron, ma Castiel lo libera. Entrambi gli angeli poi se ne vanno senza alcuna spiegazione ai fratelli.
- Supernatural Legend: Angeli, Piaghe d'Egitto, bastone di Mosè.
- Guest star: Demore Barnes (Arcangelo Raffaele), Sebastian Roché (Balthazar), Cindy Sampson (Lisa Braeden).
- Ascolti USA: telespettatori 2 163 000 – share 3%[4]

## Weekend da Bobby
- Titolo originale: Weekend at Bobby's
- Diretto da: Jensen Ackles
- Scritto da: Andrew Dabb e Daniel Loflin

### Trama
Dopo aver negoziato senza successo per il ritorno della sua anima, Bobby inizia a ricercare le origini di Crowley. Aiuta anche il collega cacciatore Rufus a seppellire un demone Ōkami giapponese e si scontra con un agente dell'FBI che sta cercando di trovare Rufus. Dean racconta a Bobby dei cambiamenti di Sam e dei suoi problemi, ma Bobby ricorda a Dean che non può essere sempre lì per loro. Bobby scopre che il vero nome di Crowley è Fergus McLeod e che lui è il Re dell'Inferno. Bobby chiama il figlio di Crowley, Gavin, per avere informazioni, poi convoca Crowley per minacciarlo di restituire la sua anima. Crowley rimane impassibile fino a quando Dean e Sam lo chiamano per rivelare che sono sulla sua tomba in Scozia, pronti a bruciare le sue ossa. Crowley restituisce con riluttanza l'anima di Bobby e distrugge il contratto, poi va in Scozia per raccogliere i suoi resti.
- Supernatural Legend: Lamia, Ōkami
- Guest star: Jim Beaver (Bobby Singer), Mark Sheppard (Crowley), Kim Rhodes (sceriffo Jody Mills), Jennifer Aspen (Marcy Ward), Sharon Taylor (demone), Steven Williams (Rufus).
- Altri interpreti: Adam Groves (Gavin MacLeod), Shaw Madson (agente Adams).
- Musiche: The Gambler (Kenny Rogers)
- Ascolti USA: telespettatori 2 844 000 – share 3%[5]

## Tutti pazzi per Twilight
- Titolo originale: Live Free or Twi-Hard
- Diretto da: Rod Hardy
- Scritto da: Brett Matthews

### Trama
Sam e Dean indagano su una serie di ragazze scomparse a Limestone, Illinois, tutte fan di Twilight. Si rendono conto che le ragazze sono predate da vampiri e si appostano in un bar per trovare i colpevoli. Mentre è lì, Dean viene trasformato da un vampiro di nome Boris, mentre Sam guarda e lascia che accada; in seguito Samuel dice a Dean che la cura richiede il sangue di Boris. Dean rintraccia il nido, dove Boris rivela che i vampiri stanno costruendo un esercito sotto gli ordini del loro "padre", il vampiro alfa. Dean si confronta con l'intero nido e li uccide tutti da solo. Sam e Samuel rintracciano Dean e lo curano, ma Dean si rende conto che Sam ha lasciato che si trasformasse senza aiutarlo, e diventa sospettoso di suo fratello.
- Supernatural Legend: vampiri
- Guest star: Cindy Sampson (Lisa Braeden), Mitch Pileggi (Samuel Campbell), Nicholas Elia (Ben Braeden), Joseph D. Reitman (vampiro Boris), Elise Gatien (Kirsten), Charlie Carrick (vampiro Robert)
- Altri interpreti: Aren Buchholz (ragazzo al locale), Jessa Danielson (ragazza al locale).
- Musiche: Bela Lugosi's Dead (Bauhaus)
- Curiosità: le scene iniziali e i nomi di alcuni personaggi sono un riferimento al film Twilitgh e agli attori che vi hanno recitato come protagonisti.
- Ascolti USA: telespettatori 2 470 000 – share 2%[6]

## Il gioco della verità
- Titolo originale: You Can't Handle the Truth
- Diretto da: Jan Eliasberg
- Scritto da: David Reed, Eric Charmelo e Nicole Snyder (soggetto); Eric Charmelo e Nicole Snyder (sceneggiatura)

### Trama
Dean e Sam indagano su una serie di suicidi a Calumet City, Illinois. Ognuna delle vittime si è uccisa poco dopo che una persona cara si è sentita in dovere di dire loro verità spiacevoli. Quando varie donne iniziano a mettere a nudo le loro anime a Dean, anche lui si rende conto di essere sotto l'incantesimo. Dean approfitta della situazione per interrogare Sam sull'attacco dei vampiri, ma Sam gli dice di essere sconvolto dal fatto che Dean non si fidi di lui. Scoprono che l'incantesimo è stato diffuso dalla dea della verità, Veritas, che è travestita da giornalista investigativa locale. Quando i fratelli rintracciano Veritas nella sua tana, lei li fa prigionieri. Veritas è scioccata nel vedere che Sam non è influenzato dal suo incantesimo e ha mentito a Dean per tutto il tempo. I fratelli in seguito si liberano e la uccidono.
Alla fine Sam ammette di aver permesso a Dean di essere trasformato. L'episodio si conclude con Dean che picchia Sam fino a fargli perdere i sensi.
- Supernatural Legend: dea Veritas
- Guest star: Jim Beaver (Bobby Singer), Cindy Sampson (Lisa Braeden), Serinda Swan (Veritas/Ashley Frank).
- Altri interpreti: Ingrid Nilson (Jane Peterson), Tristin Leffler (Olivia Peterson), Michael Chase (Kenny), Roger Haskett (Paul).
- Ascolti USA: telespettatori 2 517 000 – share 3%[7]

## Questioni di famiglia
- Titolo originale: Family Matters
- Diretto da: Guy Bee
- Scritto da: Andrew Dabb e Daniel Loflin

### Trama
Dean chiede l'aiuto di Castiel per scoprire cosa c'è che non va in Sam, che rivela di non riuscire a dormire o provare alcuna emozione tranne il dolore fisico. Castiel scopre che l'anima di Sam è scomparsa e se ne va per indagare. Nel frattempo, i Winchester scoprono che Samuel ha intenzione di dare la caccia al vampiro Alfa. Dopo aver torturato il vampiro Alfa, Crowley rivela che Samuel lavora per lui raccogliendo creature alfa e che è lui ad aver portato Sam fuori dall'Inferno. Crowley dice loro che è lui a prendere le decisioni e che non hanno altra scelta che seguire i suoi ordini. Dopo che il demone se ne va, Sam vuole uccidere Samuel per averli traditi e aver mentito, ma Dean lo lascia andare. Samuele dice loro che lavora solo per catturare le creature e non ha intenzione di fare del male ai fratelli. Sam assicura a Dean che Crowley avrà ciò che si merita quando ne avranno l'occasione.
- Supernatural Legend: vampiro alfa, Purgatorio
- Guest star: Mark Sheppard (Crowley), Mitch Pileggi (Samuel Campbell), Corin Nemec (Christian Campbell), Jessica Heafey (Gwen Campbell), Rick Worthy (vampiro Alpha)
- Ascolti USA: telespettatori 2 459 000 – share 3%[8]

## Anche i cani vanno in Paradiso
- Titolo originale: All Dogs Go to Heaven
- Diretto da: Phil Sgriccia
- Scritto da: Adam Glass

### Trama
Crowley propone ai fratelli un patto: un Alfa in cambio dell'anima di Sam. Quindi manda i fratelli a indagare su un apparente attacco di lupi mannari a Buffalo, New York. I due fratelli arrivano sulla scena di un altro omicidio e scoprono che la seconda vittima è stata uccisa allo stesso modo della prima. Dopo alcune ricerche, Sam scopre che un uomo del posto, Cal Garrigan, conosceva entrambe le vittime. Interrogano Cal e incontrano la sua ragazza Mandy, il figlio di Mandy, Aiden, e il loro cane Lucky. Quando Sam vede Lucky trasformarsi in un uomo, si rendono conto che gli assassini non sono lupi mannari, ma skinwalker. Sam e Dean convincono Lucky che sarebbe meglio rinunciare al suo branco piuttosto che mettere in pericolo la famiglia che ama. Lucky dice ai due che gli skinwalker hanno intenzione di infiltrarsi nelle famiglie come cani da compagnia e trasformare le famiglie in loro simili. Dean convince Lucky a organizzare un incontro con l'Alfa, incontro che degenera in una sparatoria nella quale tutti gli skinwalker vengono uccisi tranne Lucky.
- Supernatural Legend: skinwalker
- Guest star: Mark Sheppard (Crowley), Janet Kidder (Amanda Duren) Andrew Rothenberg (lo skinwalker Lucky), John Mann (skinwalker)
- Altri interpreti: Arien Boey (Aiden Duren), Aleks Paunovic (capobranco skinwalker), Jason Diablo (Cal Garrigan).
- Ascolti USA: telespettatori 2 087 000 – share 2%[9]

## Se ci credi, batti le mani!
- Titolo originale: Clap Your Hands if You Believe...
- Diretto da: John Showalter
- Scritto da: Ben Edlund

### Trama
Elwood, Indiana. I fratelli Winchester indagano su una serie di rapimenti alieni e interrogano il padre della prima vittima, un orologiaio, che insiste sul fatto che suo figlio non tornerà mai più. Sam va a un raduno UFO per saperne di più. Dean viene apparentemente rapito; in seguito, viene seguito da uno strano uomo che solo lui può vedere, incontra una fata simile a Campanellino e trova degli elfi che lavorano all'interno del negozio di Brennan. Brennan dice a Sam di aver fatto un patto con un folletto: gli elfi salveranno il suo negozio e la sua reputazione, ma in cambio prenderanno il suo primogenito. Sam e Brennan tentano di annullare l'incantesimo, ma Brennan viene ucciso dal folletto, che si rivela essere l'appassionato di UFO con cui Sam ha parlato in precedenza e che ha usato i falsi avvistamenti UFO per coprire le attività dei folletti. Il folletto si offre di restituire a Sam l'anima, ma Sam rifiuta e lo attacca. Sam ha la meglio versando del sale sul pavimento, il che costringe il folletto a contare ogni chicco, dando a Sam il tempo di lanciare l'incantesimo che rispedirà i folletti nel regno delle fate.
- Supernatural Legend: UFO, Fate, Leprecauni.
- Guest star: Robert Picardo (Wayne Whittaker), Linden Banks (il signor Brennan).
- Altri interpreti: Joe Allard (Elfo), Jameson Trenholm (Elfo), Rob Morton (sceriffo), Stefan Arngirm (il persecutore di Dean),
- Curiosità: l'episodio omaggia la serie televisiva X-Files con una sigla d'apertura a tema. La scritta "La verità è là fuori" è però sostituita da "The Truth is In There" ("La verità è là dentro")
- Musiche: Space Oddity (David Bowie).
- Ascolti USA: telespettatori 1 935 000 – share 2%[10]

## Alla ricerca dell'anima perduta
- Titolo originale: Caged Heat
- Diretto da: Robert Singer
- Scritto da: Jenny Klein e Brett Matthews (soggetto); Brett Matthews (sceneggiatura)

### Trama
Sam e Dean subiscono un'imboscata da Meg e da alcuni dei suoi seguaci. Fanno un patto: Meg ucciderà Crowley se riuscirà a recuperare l'anima di Sam. Samuel racconta ai fratelli e a Castiel di una prigione di mostri nascosta che Crowley sta gestendo, torturando creature per ottenere informazioni sul Purgatorio. Mentre tentano di infiltrarsi nel complesso, i demoni di Meg vengono uccisi da un segugio infernale e Meg combatte le creature per far guadagnare tempo agli altri. Samuel ha tradito i fratelli, costringendo Castiel a uscire dall'edificio e intrappolando i ragazzi. Sam fugge, salva Dean, poi il gruppo inganna Crowley facendogli ammettere che ottenere l'anima sarebbe impossibile, anche per lui. Castiel riappare con i resti di Crowley al seguito e dà fuoco alle ossa, uccidendo Crowley. Meg scompare e Castiel parte per combattere una guerra persa contro Raffaele. Sam decide che sta meglio senza la sua anima.
- Supernatural Legend: Demoni, Angeli, Purgatorio, Inferno.
- Guest star: Laura Mennell (Brigitta/Djinn), Mark Sheppard (Crowley), Rachel Miner (Meg), Mitch Pileggi (Samuel Campbell).
- Ascolti USA: telespettatori 2 148 000 – share 2%[11]

## Appuntamento a Samarra
- Titolo originale: Appointment in Samarra
- Diretto da: Mike Rohl
- Scritto da: Sera Gamble e Robert Singer

### Trama
Dean fa un patto con la Morte: se Dean prenderà il posto della Morte per un giorno, la Morte restituirà l'anima di Sam. Mentre agisce come Morte, Dean si rifiuta di mietere una ragazza di 12 anni con un problema cardiaco e la ragazza si riprende miracolosamente. A causa del cambiamento dell'"ordine naturale", altre persone muoiono e Dean è costretto a prendere la ragazza. Sam convoca Balthazar per imparare come impedire alla sua anima di tornare nel suo corpo e Balthazar dice che l'incantesimo richiede il "sangue del padre". Sam tenta di inseguire e uccidere Bobby, la cosa più vicina a un padre che ha. Dean si rende conto che Morte lo ha imbrogliato; inoltre Morte gli dice che recupererà ancora l'anima di Sam poiché Dean ha imparato una lezione sull'ordine naturale delle cose. La morte poi spinge l'anima in un Sam urlante e addolorato.
- Supernatural Legend: Angeli, Morte, mietitore
- Guest star: Robert Englund (dottor Robert), Jim Beaver (Bobby Singer), Julian Richings (Morte), Lindsey McKeon (Tessa), Sebastian Roché (Balthazar).
- Musiche: Dust in the wind (Kansas).
- Curiosità. Nell'episodio è presente un riferimento al film Shining di Stanley Kubrik. Infatti quando Bobby è rinchiuso in uno stanzino e Sam rompe la porta a colpi di ascia, Bobby esclama: «Ora non dirmi "Sono il lupo cattivo"».
- Ascolti USA: telespettatori 2 271 000 – share 3%[12]

## La madre di tutte le cose
- Titolo originale: Like a Virgin
- Diretto da: Phil Sgriccia
- Scritto da: Adam Glass

### Trama
Sam si risveglia al suo stato normale solo per non avere un ricordo nitido di quando era in giro senza anima. Dean e Sam indagano su alcune sparizioni di ragazze vergini a Portland, in Oregon, solo per scoprire che dietro i rapimenti ci sono alcuni draghi. Bobby manda Dean dalla dottoressa Ellie Visyak, una professoressa di mitologia medievale che ha avuto esperienza nella lotta contro i draghi. Dice a Dean che per uccidere i draghi, ha bisogno di una spada ammazzadraghi, una delle quali in suo possesso. Sam e Dean si infiltrano nel nascondiglio dei draghi e riescono a ucciderne uno, mentre l'altro fugge. Tornati da Bobby, Sam dice a Dean che Castiel gli ha raccontato tutto quello che ha fatto quando non aveva un'anima e Sam si scusa per il suo comportamento. Nel frattempo, i draghi hanno ancora una delle vergini; fanno un incantesimo e la spingono in una fossa infuocata. La vergine poi vola fuori dalla fossa posseduta dalla "Madre di Tutti".
- Supernatural Legend: draghi, Purgatorio
- Guest star: Jim Beaver (Bobby Singer), Ilia Volok (il drago), Kim Johnston Ulrich (la dottoressa Eleanor Visyak), Julia Maxwell (Eva, la Madre di tutte le cose).
- Altri interpreti: Darla Taylor (Penny Dessertine), Zach Martin (Stan), Jodi Balfour (Melissa), Lee Tichon (secondo drago).
- Musiche: Back In the Saddle (Aerosmith), A New Day Yesterday (Jethro Tull)
- Citazioni: Harry Potter. Quando Dean chiede a Bobby se può fare qualche telefonata per avere informazioni sui draghi, lui risponde: "Dove? A Hogwarts?"
- Ascolti USA: telespettatori 2 254 000 – share 2%[13]

## Senza perdono
- Titolo originale: Unforgiven
- Diretto da: David Barrett
- Scritto da: Andrew Dabb e Daniel Loflin

### Trama
Sam riceve un misterioso messaggio di testo che lo indirizza alla città di Bristol, nel Rhode Island, dove tre donne sono scomparse la scorsa precedente. Mentre indagano, Sam si rende conto che lui e Samuel avevano originariamente cacciato un'Aracne in città, usando lo sceriffo Dobbs come esca per attirare la creatura. Sam aveva ucciso l'Aracne e anche gli uomini rapiti, poiché credeva che fossero al di là di ogni aiuto. I ragazzi scoprono che l'Aracne non aveva catturato gli uomini per nutrirsi, ma per propagare la specie, trasformando Dobbs e le altre vittime in Aracne, che sopravvissero. Dobbs si rivela adescando Sam e Dean e intrappolandoli in una ragnatela. Dean usa un frammento di vetro per tagliare la ragnatela e attaccare Dobbs. Brenna Dobbs libera Sam, che decapita Dobbs. Sam cerca quindi di scusarsi con Brenna, ma lei non lo ascolta. L'episodio si conclude con Sam intrappolato in un flashback del suo periodo trascorso all'Inferno.
- Supernatural Legend: Aracne
- Guest star: Mitch Pileggi (Samuel Campbell), Miranda Frigon (Brenna Dobbs), Joe Holt (sceriffo Roy Dobbs), William C. Vaughan (vicesceriffo D. Atkins).
- Altri interpreti: Pauline Egan (Debbie Harris), Mittita Barber (Aracne).
- Ascolti USA: telespettatori 1 974 000 – share 2%[14]

## Mannequin 3: La resa dei conti
- Titolo originale: Mannequin 3: The Reckoning
- Diretto da: Jeannot Szwarc
- Scritto da: Eric Charmelo e Nicole Snyder

### Trama
Sam e Dean indagano su un caso a Paterson, nel New Jersey, dove un custode è stato ucciso. Dopo che un altro omicidio ha luogo in un'altra città, notano che in entrambe le scene del delitto c'erano dei manichini nelle vicinanze. Ben chiama Dean, dicendogli che Lisa si sta comportando in modo strano, e Dean va a vedere cosa sta succedendo. Dean si rende conto che Lisa prova ancora dei sentimenti per lui e Ben vuole che Dean torni nelle loro vite. Sam scopre che entrambe le vittime lavoravano insieme in una fabbrica locale e il custode si è dimesso dopo la strana morte di un'operaia, Rose. Dopo che Sam salva un altro operaio dal fantasma, l'uomo ammette che lui e molti dei suoi colleghi hanno fatto uno scherzo crudele a Rose, che ha accidentalmente provocato la sua morte. Sam brucia le ossa di Rose, ma Rose torna per uccidere l'operaio quella stessa notte. Sam scopre che Rose ha donato a sua sorella un rene quando erano più giovani, il che significa che i resti di Rose esistono ancora dentro Isabelle. Rose si impossessa dell'Impala e cerca di uccidere Dean, provocando lo schianto dell'Impala ed entrambe le sorelle alla fine muoiono.
- Supernatural Legend: fantasmi, poltergeist
- Guest star: Cindy Sampson (Lisa Braeden), Nicholas Elia (Ben Braden), Rosalie Ward (Isabel Brown), Jake Richardson (Johnny).
- Altri interpreti: Christina Sicoli (Rose Brown), Nicholas Carella (Steve), Jorge Vargas (Dave il guardiano).
- Musiche: Love Hurts (Nazareth).
- Curiosità: Il titolo dell'episodio si riferisce all'episodio 3 di Mannequin, un film su un manichino che prende vita per innamorarsi, e sul film omicidio-mistero The Reckoning.
- Citazioni. L'episodio è una citazione del primo episodio della nuova serie di Doctor Who in cui Rose Tyler si imbatte in alcuni manichini che prendono vita e uccidono le persone.
- Ascolti USA: telespettatori 2 248 000 – share 2%[15]

## Attori per forza
- Titolo originale: The French Mistake
- Diretto da: Charles Beeson
- Scritto da: Ben Edlund

### Trama
Dopo aver dato loro una chiave misteriosa, Balthazar manda i fratelli in una realtà alternativa, dove vengono chiamati attori di nome "Jared Padalecki" e "Jensen Ackles" che in realtà "interpretano" Sam e Dean in uno show televisivo che segue le loro vite. Sam e Dean tentano di tornare alla loro realtà, ma sono ostacolati dalla vita dei loro attori e dalla troupe del loro show televisivo. Uno degli assassini di Raffaele arriva per ucciderli e massacra la maggior parte della troupe televisiva, ma i fratelli riescono a neutralizzarlo, poiché ha perso tutti i suoi poteri in questa realtà. Sam e Dean vengono poi riportati nel loro universo da Raffaele. Balthazar e Castiel rivelano che la chiave era uno stratagemma per distogliere l'attenzione di Raffaele: Castiel ora possiede le armi del Paradiso che Balthazar ha rubato. I fratelli sono frustrati dal fatto che Castiel li usi come esca e l'angelo assicura che dirà loro di più in seguito.
- Supernatural Legend: Angeli, Arcangeli, dimensione parallela
- Guest star: Genevieve Cortese (sé stessa), Misha Collins (sé stesso) Brian Doyle-Murray (Robert Singer), Sebastian Roché (Balthazar), Lanette Ware (Arcangelo Raffaele), Carlos Sanz (Virgilio), Micah A. Hauptman (Eric Kripke)
- Curiosità: Il titolo dell'episodio è un riferimento alla commedia di Mel Brooks, Mezzogiorno e mezzo di fuoco, in cui i personaggi assistono alla prima del film e si scontrano su un set di Hollywood con attori che eseguono un numero musicale apparentemente intitolato "The French Mistake" che fa eco a Sam e Dean che si schiantano contro la finestra del set nella realtà parallela.
- Ascolti USA: telespettatori 2 184 000 – share 2%[16]

## ...E poi non rimase nessuno
- Titolo originale: ...And Then There Were None
- Diretto da: Mike Rohl
- Scritto da: Brett Matthews

### Trama
Eva provoca un picco di attività dei mostri a Sandusky, Ohio. Dean, Sam e Bobby collaborano con il vecchio amico di Bobby, Rufus, per rintracciarla e incontrano Samuel e Gwen Campbell, anche loro a caccia. Eva manda un mostro simile a un verme dietro di loro; il verme infetta Dean, che uccide Gwen mentre è sotto il suo controllo. Il verme lascia Dean e infetta Samuel, rendendolo violento e spingendo Sam a ucciderlo. Il cadavere attacca Bobby e Rufus quando cercano di aprire la testa di Samuel per prendere il verme, ma quando il cadavere viene fulminato, il verme fugge dentro uno di loro. Sam, Dean, Bobby e Rufus sono tutti d'accordo per fulminarsi a vicenda per scoprire chi è stato infettato dal verme. Alla fine, viene rivelato che Bobby è l'infetto e uccide Rufus. I fratelli legano Bobby e lo fulminano fino a quando il verme non muore. L'episodio si chiude con i tre cacciatori rimasti che seppelliscono Rufus e onorano la sua memoria.
- Supernatural Legend: Madre di tutte le cose, possessioni demoniache
- Guest star: Jim Beaver (Bobby Singer), Mitch Pileggi (Samuel Campbell), Steven Williams (Rufus Turner), Jessica Heafey (Gwen Campbell), Julia Maxwell (Eva, la Madre di tutte le cose)
- Ascolti USA: telespettatori 2 137 000 – share 2%[17]

## Il mito del Titanic
- Titolo originale: My Heart Will Go On
- Diretto da: Phil Sgriccia
- Scritto da: Eric Charmelo e Nicole Snyder

### Trama
Sam e Dean seguono un nuovo caso a Chester, in Pennsylvania, dove le persone muoiono in strani incidenti. Ellen Harvelle, inspiegabilmente viva e sposata con Bobby, scopre che gli antenati delle vittime sono tutti immigrati, giunti negli Stati Uniti nel 1912 con il Titanic, una nave di cui nessuno di loro ha mai sentito parlare e che ha mancato di poco un iceberg durante il suo viaggio inaugurale. Alla fine si scopre che Castiel aveva dato a Balthazar l'ordine di tornare indietro nel tempo e salvare il Titanic dall'affondamento, creando una reazione a catena in cui vengono prodotte più anime per alimentare il potere della fazione di Castiel nella guerra civile celeste. Uno degli effetti collaterali della reazione a catena è che Ellen e sua figlia Jo non sono mai morte. Si scopre che Atropo, una delle tre sorelle del Fato, è responsabile degli strani incidenti, poiché sta cercando di uccidere tutti i discendenti dei sopravvissuti del Titanic per ripristinare larealtà come dovrebbe essere. Per proteggere Sam e Dean dall'ira di Atropo, Castiel è costretto a disfare la linea temporale.
- Supernatural Legend: Angeli, Fato
- Guest star: Jim Beaver (Bobby Singer), Samantha Ferris (Ellen Harvelle), Sebastian Roché (Balthazar), Katie Walder (Fato).
- Musiche: One Way or Another (Blondie), My Heart Will Go On (Céline Dion)
- Ascolti USA: telespettatori 2 257 000 – share 2%[18]

## Terra di frontiera
- Titolo originale: Frontierland
- Diretto da: Guy Bee
- Scritto da: Andrew Dabb, Daniel Loflin e Jackson Stewart (soggetto); Andrew Dabb e Daniel Loflin (sceneggiatura)

### Trama
Bobby scopre che le ceneri di una fenice possono uccidere Eva e Dean trova il diario di Samuel Colt, dove afferma di aver ucciso una fenice a Sunrise, nel Wyoming, nel 1861. Castiel li manda indietro nel tempo. Nel 1861, i fratelli assistono all'impiccagione di Elias Finch, che informa il giudice, lo sceriffo e il vice che stanno per bruciare tutti. Finch riappare per bruciare a morte il giudice e lo sceriffo, e Dean viene proclamato nuovo sceriffo della città. Sam trova Colt e cerca di convincerlo ad aiutarlo a uccidere Elias, che in realtà è la fenice. Nel frattempo, Castiel viene gravemente ferito da Rachel. Dice a Bobby che può riguadagnare il suo potere solo toccando un'anima umana, quando Bobby offre la sua. Nel 1861, Dean uccide Finch con la pistola di Colt. Castiel li riporta nel presente prima che riescano a raccogliere le ceneri, ma alla fine dell'episodio arriva un misterioso pacco di Samuel Colt, contenente un barattolo con le ceneri della fenice.
- Supernatural Legend: fenice
- Guest star: Jim Beaver (Bobby Singer), Sam Hennings (Samuel Colt), Matthew John Armstrong (Elias Finch).
- Citazioni: nella sigla la scritta "Supernatural" esce fuori da una mappa in fiamme, così come avveniva nella sequenza iniziale della serie western degli anni '60 Bonanza. L'episodio è inoltre ricco di riferimenti ai classici di Sergio Leone, al terzo film della trilogia di Ritorno al futuro e al film Mezzogiorno e mezzo di fuoco.
- Ascolti USA: telespettatori 1 904 000 – share 2%[19]

## Mammina cara
- Titolo originale: Mommy Dearest
- Diretto da: John Showalter
- Scritto da: Adam Glass

### Trama
Sam, Dean, Bobby e Castiel rintracciano Eva fino alla piccola città di Grants Pass, nell'Oregon. Scoprono un bar pieno di morti, dove Eva ha trasformato tutti gli avventori in ibridi vampiro/spettro/mutaforma. La polizia arriva e arresta tutti tranne Dean, che li segue alla stazione di polizia, mentre Sam uccide tutti gli ibridi tranne uno. Castiel interroga l'ibrido e scopre che Eva è in una tavola calda. Qui, Eva rivela a Sam e Dean che Crowley è ancora vivo e sta cercando il potere delle anime, non il Purgatorio, e che sta torturando i suoi figli. Vuole rovinare i piani di Crowley mandando le anime in Purgatorio invece che all'Inferno. Quando Dean si rifiuta di trattare, Eva lo morde. Dean rivela di aver mescolato ceneri di fenice nel suo whisky, che la avvelena e la uccide. Castiel uccide gli ibridi e allontana gli uomini con gli spiriti. Crowley incontra Castiel alla tavola calda, dicendo che è stanco di ripulire i suoi pasticci.
- Supernatural Legend: demoni, Madre di tutte le cose
- Guest star: Jim Beaver (Bobby Singer), Samantha Smith (Mary Winchester), Julia Maxwell (Eva), Amber Benson (Lenore), Travis Turner (Joe), Griffin Parsons (Ryan), James Upton (lo zio Jake Silver).
- Musiche: You Sexy Thing (Hot Chocolate), Miracles (Jefferson Starship)
- Ascolti USA: telespettatori 3 517 000 – share 4%[20]

## L'uomo che volle essere re
- Titolo originale: The Man Who Would Be King
- Diretto da: Ben Edlund
- Scritto da: Ben Edlund

### Trama
La maggior parte dell'episodio è raccontato dal punto di vista di Castiel. Non è più sicuro che fermare l'Apocalisse sia stata la scelta giusta. Castiel va a incontrare Crowley, che sta facendo esperimenti con il cadavere di Eva. Crowley pensa che i Winchester stiano distraendo Castiel, e gli dice di ucciderli, ma Castiel rifiuta. Castiel rivela di aver iniziato la guerra civile in Paradiso perché Raffaele voleva risuscitare Michele e Lucifero e riprendere l'avvento dell'Apocalisse. I fratelli convocano Castiel e lo intrappolano in un cerchio di fuoco sacro; Dean chiede a Castiel se sta lavorando con Crowley e, dall'incapacità di Castiel di guardarlo negli occhi, intuisce la risposta. Crowley sembra quindi rilasciare Castiel, ripetendo che i Winchester lo stanno trattenendo. Tornati da Bobby, Castiel appare a Dean, chiedendogli di capire che lo sta facendo per lui, ma Dean gli dice che farà di tutto per fermarlo. Castiel chiede a Dio un segno per vedere se quello che sta facendo è giusto o sbagliato, e dice che se Dio non gli risponde, farà tutto il necessario, ma non ottiene da Lui alcun segno.
- Supernatural Legend: Inferno, Paradiso, Purgatorio, Angeli, Demoni
- Guest star: Jim Beaver (Bobby Singer), Mark Sheppard (Crowley), Sonia Salomaa (Rachel)
- Musiche: Me and Mrs. Jones (Billy Paul), The Blue Danube Waltz (Johann Strauss)
- Ascolti USA: telespettatori 2 110 000 – share 3%[21]

## Voltare pagina
- Titolo originale: Let It Bleed
- Diretto da: John Showalter
- Scritto da: Sera Gamble

### Trama
Crowley fa rapire Lisa e Ben come avvertimento per Dean di non immischiarsi nei suoi piani. I fratelli trovano un manoscritto che descrive il Purgatorio scritto da H.P. Lovecraft. Poco prima della sua morte, Lovecraft invitò gli ospiti a dare un'occhiata di prima mano in un'altra dimensione, dove tutti finirono morti o pazzi. Bobby parla con l'unico sopravvissuto della festa di Lovecraft nel 1937 per conoscere maggiori dettagli e scopre che la madre del vecchio è la sua amica, la dottoressa Ellie Visyak, che in realtà è un'immortale. Il dottor Visyak si rifiuta di dire a Bobby come aprire il cancello del Purgatorio. Balthazar teletrasporta i fratelli dove Lisa e Ben sono tenuti prigionieri, e dove Dean scopre che Lisa è posseduta. Dean esorcizza il demone, porta Lisa fuori e il gruppo si dirige verso l'ospedale. Castiel guarisce le ferite di Lisa senza che gli venga chiesto, e sia lui che Dean ammettono che vorrebbero che questo cambiasse il fatto che ora sono nemici. Castiel cancella i ricordi che Lisa e Ben hanno di Dean in modo che possano vivere una vita normale. Più tardi, Castiel cattura Ellie.
- Supernatural Legend: Angeli, Demoni, Purgatorio
- Guest star: Jim Beaver (Bobby Singer), Cindy Sampson (Lisa Braeden), Nicholas Elia (Ben Braeden), Mark Sheppard (Crowley), Sebastian Roché (Balthazar), Kim Johnston Ulrich (dottoressa Visyak).
- Altri interpreti: Peter Ciuffa (H. P. Lovecraft), Anthony Holland (Westborough, il figlio della cameriera), Adam Greydon Reid (Judah, il collezionista di H. P. Lovecraft), Ian Butcher (il demone catturato che tenta di uccidere Dean).
- Musiche: Loudest Alarm (Scars On 45), Smiling Faces Sometimes (The Undisputed Truth)
- Ascolti USA: telespettatori 2 020 000 – share 3%[22]

## L'uomo che sapeva troppo
- Titolo originale: The Man Who Knew Too Much
- Diretto da: Robert Singer
- Scritto da: Eric Kripke

### Trama
Nel tentativo di recuperare i suoi ricordi perduti, Sam ricorda di aver aiutato Dean e Bobby a cercare Ellie Visyak, che è morta per le ferite riportate mentre fuggiva da Crowley. Castiel rompe il muro nella mente di Sam e Sam riacquista i suoi ricordi del tempo in cui era senz'anima. Nel mondo reale, Balthazar rivela il nascondiglio di Crowley a Dean e Bobby. Dean e Bobby vi giungono, ma vengono attaccati da una nuvola di demoni. Castiel cerca di uccidere Crowley, ma scopre che non ci riesce: Crowley infatti si è alleato con Raffaele appena si è accorto che Castiel lo ha tradito. Rinunciando al sangue del Purgatorio di Ellie, Castiel fugge. Crowley recita l'incantesimo per aprire il Purgatorio con Raffaele, ma non succede nulla. Castiel aveva scambiato le giare di sangue del Purgatorio, usando quella vera per aprire il Purgatorio. Ora, divenuto onnipotente, Castiel si proclama il nuovo Dio del mondo, e dice al gruppo di inchinarsi e professare il loro amore a lui, il loro Signore, o li distruggerà.
- Supernatural Legend: Angeli, Arcangeli, Demoni, Purgatorio
- Guest stars: Jim Beaver (Bobby Singer), Sebastian Roché (Balthazar), Lanette Ware (Raffaele), Mark Sheppard (Crowley), Kim Johnston Ulrich (dottoressa Visyak), Erica Cerra (Robin la barista)
- Musiche: Carry On Wayward Son (Kansas), Play With Fire (The Rolling Stones)
- Ascolti USA: telespettatori 2 110 000 – share 3%[22]